# Renato Tarifeño
Renato Nicolás Tarifeño Aranda (Coquimbo, Chile, 6 de septiembre de 1996) y es un futbolista chileno. Su puesto es de delantero y actualmente milita en San Luis  de la Primera B de Chile.

## Estadísticas
| Club                              | Div.          | Temporada     | Liga  | Liga  | Copas nacionales | Copas nacionales | Torneos internacionales | Torneos internacionales | Total | Total |
| Club                              | Div.          | Temporada     | Part. | Goles | Part.            | Goles            | Part.                   | Goles                   | Part. | Goles |
| --------------------------------- | ------------- | ------------- | ----- | ----- | ---------------- | ---------------- | ----------------------- | ----------------------- | ----- | ----- |
| Coquimbo Unido · Chile            | 2ª            | 2014-15       | 33    | 7     | 6                | 2                | —                       | —                       | 39    | 9     |
| Coquimbo Unido · Chile            | 2ª            | 2015-16       | 24    | 9     | 6                | 1                | —                       | —                       | 30    | 10    |
| Coquimbo Unido · Chile            | Total club    | Total club    | 57    | 16    | 12               | 3                | 0                       | 0                       | 69    | 19    |
| Universidad de Concepción · Chile | 1ª            | 2016-17       | 22    | 2     | 2                | 0                | —                       | —                       | 24    | 2     |
| Universidad de Concepción · Chile | 1ª            | 2017          | 3     | 0     | 0                | 0                | —                       | —                       | 3     | 0     |
| Universidad de Concepción · Chile | Total club    | Total club    | 25    | 2     | 2                | 0                | 0                       | 0                       | 27    | 2     |
| Audax Italiano · Chile            | 1ª            | 2018          | 14    | 0     | 7                | 2                | 1                       | 0                       | 21    | 2     |
| Audax Italiano · Chile            | Total club    | Total club    | 14    | 0     | 7                | 1                | 1                       | 0                       | 21    | 2     |
| Palestino · Chile                 | 1ª            | 2019          | 11    | 2     | 2                | 3                | 3                       | 2                       | 16    | 7     |
| Palestino · Chile                 | 1ª            | 2020-21       | 30    | 4     | 0                | 0                | 4                       | 1                       | 17    | 3     |
| Palestino · Chile                 | Total club    | Total club    | 24    | 4     | 2                | 3                | 7                       | 3                       | 33    | 10    |
| Total carrera                     | Total carrera | Total carrera | 120   | 22    | 23               | 7                | 8                       | 3                       | 151   | 33    |
| 1. 2. 3.                          |               |               |       |       |                  |                  |                         |                         |       |       |

## Palmarés

### Campeonatos nacionales
| Título           | Club                     | País  | Año  |
| ---------------- | ------------------------ | ----- | ---- |
| Segunda División | Club de Deportes Limache | Chile | 2023 |